# Coppa Italia 2015-2016 (pallavolo maschile)
La Coppa Italia di pallavolo maschile 2015-2016 si è svolta dal 22 dicembre 2015 al 7 febbraio 2016: al torneo hanno partecipato otto squadre di club italiane e la vittoria finale è andata per la dodicesima volta, la seconda consecutiva, al Modena Volley.

## Regolamento
Le squadre hanno disputato quarti di finale, con gare di andata e ritorno (viene disputato un golden set nella gara di ritorno nel caso in cui le squadre abbiano ottenuto una vittoria a testa per 3-0 o 3-1 nella gara di andata e ritorno o entrambe una vittoria per 3-2 nella gara di andata e ritorno), semifinali e finale.

## Squadre partecipanti
| Squadra            | Qualificazione                          | Ultima partecipazione |
| ------------------ | --------------------------------------- | --------------------- |
| Top Volley Latina  | 7ª al girone di andata Serie A1 2015-16 | Coppa Italia 2014-15  |
| Milano             | 8ª al girone di andata Serie A1 2015-16 | Coppa Italia 2002-03  |
| Modena             | 1ª al girone di andata Serie A1 2015-16 | Coppa Italia 2014-15  |
| Molfetta           | 6ª al girone di andata Serie A1 2015-16 | Debutto               |
| Sir Safety Perugia | 4ª al girone di andata Serie A1 2015-16 | Coppa Italia 2014-15  |
| Lube               | 2ª al girone di andata Serie A1 2015-16 | Coppa Italia 2014-15  |
| Trentino           | 3ª al girone di andata Serie A1 2015-16 | Coppa Italia 2014-15  |
| BluVolley Verona   | 5ª al girone di andata Serie A1 2015-16 | Coppa Italia 2014-15  |

## Torneo

### Tabellone
|  | Quarti di finale | Quarti di finale  | Quarti di finale   |          |                    | Semifinali | Semifinali | Semifinali |  |  | Finali | Finali | Finali |
|  |                  |                   |                    |          |                    |            |            |            |  |  |        |        |        |
|  | 1                | Modena            | 3 - 3              |          |                    |            |            |            |  |  |        |        |        |
|  | 8                | Milano            | 2 - 1              |          |                    |            |            |            |  |  |        |        |        |
|  | 8                | Milano            | 2 - 1              |          | 1                  | Modena     | 3          |            |  |  |        |        |        |
|  |                  |                   |                    |          | 1                  | Modena     | 3          |            |  |  |        |        |        |
|  |                  | 4                 | Sir Safety Perugia | 1        |                    |            |            |            |  |  |        |        |        |
|  | 4                | 4                 | Sir Safety Perugia | 1        | Sir Safety Perugia | 3 - 3      |            |            |  |  |        |        |        |
|  | 4                |                   |                    |          | Sir Safety Perugia | 3 - 3      |            |            |  |  |        |        |        |
|  | 5                | BluVolley Verona  | 2 - 1              |          |                    |            |            |            |  |  |        |        |        |
|  |                  |                   |                    |          |                    |            |            |            |  |  | 1      | Modena | 3      |
|  |                  |                   | 3                  | Trentino | 0                  |            |            |            |  |  |        |        |        |
|  | 2                | Lube              | 3 - 3              |          |                    |            |            |            |  |  |        |        |        |
|  | 7                | Top Volley Latina | 0 - 0              |          |                    |            |            |            |  |  |        |        |        |
|  | 7                | Top Volley Latina | 0 - 0              |          | 2                  | Lube       | 2          |            |  |  |        |        |        |
|  |                  |                   |                    |          | 2                  | Lube       | 2          |            |  |  |        |        |        |
|  |                  | 3                 | Trentino           | 3        |                    |            |            |            |  |  |        |        |        |
|  | 3                | 3                 | Trentino           | 3        | Trentino           | 3 - 2      |            |            |  |  |        |        |        |
|  | 3                |                   |                    |          | Trentino           | 3 - 2      |            |            |  |  |        |        |        |
|  | 6                | Molfetta          | 0 - 3              |          |                    |            |            |            |  |  |        |        |        |

### Risultati

#### Quarti di finale

##### Andata
| 22 dicembre 2015 Palazzetto dello Sport, Monza Durata: 2h:19 - Spettatori: ? | Milano            | 2 - 3 | Modena             | 24-26, 20-25, 29-27, 25-22, 13-15 |
| 22 dicembre 2015 PalaOlimpia, Verona Durata: 2h:18 - Spettatori: 2 473       | BluVolley Verona  | 2 - 3 | Sir Safety Perugia | 23-25, 25-22, 16-25, 25-19, 12-15 |
| 22 dicembre 2015 PalaBianchini, Latina Durata: 1h:23 - Spettatori: ?         | Top Volley Latina | 0 - 3 | Lube               | 20-25, 16-25, 20-25               |
| 22 dicembre 2015 PalaPoli, Molfetta Durata: 1h:12 - Spettatori: 1 842        | Molfetta          | 0 - 3 | Trentino           | 22-25, 22-25, 13-25               |

##### Ritorno
| 14 gennaio 2016 PalaPanini, Modena Durata: 1h:49 - Spettatori: 3 500                | Modena             | 3 - 1 | Milano            | 25-22, 23-25, 25-20, 25-21        |
| 14 gennaio 2016 PalaEvangelisti, Perugia Durata: 1h:40 - Spettatori: 2 515          | Sir Safety Perugia | 3 - 1 | BluVolley Verona  | 25-15, 25-20, 19-25, 25-10        |
| 14 gennaio 2016 PalaCivitanova, Civitanova Marche Durata: 1h:21 - Spettatori: 1 960 | Lube               | 3 - 0 | Top Volley Latina | 25-17, 25-23, 25-19               |
| 14 gennaio 2016 PalaTrento, Trento Durata: 2h:12 - Spettatori: 2 461                | Trentino           | 2 - 3 | Molfetta          | 25-15, 27-29, 27-29, 25-21, 13-15 |

#### Semifinali
| 6 febbraio 2016 Mediolanum Forum, Assago Durata: 1h:56 - Spettatori: 9 300 | Modena | 3 - 1 | Sir Safety Perugia | 20-25, 25-16, 25-22, 25-22        |
| 6 febbraio 2016 Mediolanum Forum, Assago Durata: 2h:13 - Spettatori: 9 300 | Lube   | 2 - 3 | Trentino           | 19-25, 25-17, 22-25, 27-25, 11-15 |

#### Finale
| 7 febbraio 2016 Mediolanum Forum, Assago Durata: 1h:07 - Spettatori: 11 200 | Modena | 3 - 0 | Trentino | 25-19, 25-22, 25-13 |